# Шабанон, Жан-Люк
Жан-Люк Шабано́н (фр. Jean-Luc Chabanon; 13 августа 1971, Клермон-Ферран) — французский шахматист, гроссмейстер (2001).
В составе сборной Франции участник 29-й Олимпиады (1990) в Нови-Саде.
Серебряный призёр чемпионата Франции по шахматам (1993). 

## Таблица результатов
| Год  | Город    | Турнир         | + | − | = | Результат | Место |
| ---- | -------- | -------------- | - | - | - | --------- | ----- |
| 1990 | Нови-Сад | 29-я Олимпиада | 2 | 0 | 5 | 4½ из 7   |       |
|      |          |                |   |   |   | из        |       |

## Изменения рейтинга
| Графики недоступны из-за технических проблем. См. информацию на Фабрикаторе и на mediawiki.org. |